# De Fundamentis Astrologiae Certioribus
De Fundamentis Astrologiae Certioribus (česky K pevnějším základům astrologie) je metrologicko-astrologický spis německého astronoma a teologa Johanna Keplera poprvé vydaný v Čechách roku 1602.
Dílko Kepler během svého pobytu v Čechách věnoval šlechtici Petru Voku z Rožmberka, nadšenému podporovateli vědy a kultury. Spis se dělí na celkem 75 tezí. Kepler v něm popisuje, jak podle konstelace sluneční soustavy předpovědět zemské počasí. Domníval se totiž, že Bůh kosmos stvořil podle jednotného a geometricky dokonalého plánu. V češtině kniha elektronicky vyšla v překladu Marie Čamachové roku 2011 na internetovém portálu www.ceskaastrologie.cz.